# Sabatieria kelletti
Sabatieria kelletti is een rondwormensoort uit de familie van de Comesomatidae. De wetenschappelijke naam van de soort is voor het eerst geldig gepubliceerd in 1983 door Platt.